# 果子洼回族乡
果子洼回族乡，是中华人民共和国河北省沧州市河间市下辖的一个乡镇级行政单位。

## 行政区划
果子洼回族乡下辖以下地区：
果子洼一分村、果子洼二分村、果子洼三分村、果子洼四分村、葛庄村、南樊庄村、杨刘庄村、堤口村、南三里村、前黑马村、后黑马村、柳林村、西大渔庄村、东大渔庄村、东渔庄村、南渔庄村、胥家万村、田家坊村、南务尔头村和北务尔头村。